# Las Letras
Las Letras es una localidad del estado mexicano de Michoacán. Es parte del municipio de Puruándiro.

## Demografía
| Gráfica de evolución demográfica |
|                                  |

| Censo | Población |
| ----- | --------- |
| 1900  | 309       |
| 1910  | 303       |
| 1921  | 419       |
| 1930  | 476       |
| 1940  | 606       |
| 1950  | 567       |
| 1960  | 789       |
| 1970  | 650       |
| 1980  | 844       |
| 1990  | 825       |
| 2000  | 983       |
| 2010  | 1221      |
| 2020  | 1416      |